# Michihisa Date
Michihisa Date (Shizuoka, 22 augustus 1966) is een voormalig Japans voetballer.

## Carrière
Michihisa Date speelde tussen 1989 en 1997 voor Júbilo Iwata en Kashiwa Reysol.